# Coloradona
Coloradona es una variedad cultivar de manzano (Malus domestica) Esta manzana es originaria de Asturias y es una de las 76 variedades de manzana que se incluyen en la D.O.P. Sidra de Asturias. Está cultivada en la colección de manzanos asturianos del SERIDA.

## Sinónimos
- "Colloraona"

## Características
El manzano de la variedad 'Coloradona' tiene un vigor medio. Silueta de la estructura de ramificación (sistema de formación en eje): 2 a 3. Tipo de fructificación: II-III
Época de inicio de floración (promedio periodo 2005-2009): Intermedio-temprana (principios a mediados de abril)
Época de inicio de floración (promedio periodo 2005-2009): De floración intermedio a temprana de principios a mediados de abril. La 'Coloradona' es una de las manzanas menos cultivadas en las fincas manzaneras D.O.P. sidra de Asturias, pues aunque es manzana grande roja de un sabor dulce-amargo muy productiva, sin embargo tiene una maduración muy temprana.
La variedad de manzana Coloradona tiene un fruto de diámetro mediano (71-75 mm), altura 58 mm; relación altura-diámetro, bastante aplanada (0,76-0,85); posición diámetro máximo hacia el pedúnculo o en el medio; acostillado interior de la cubeta ocular es de débil a medio; coronamiento final del cáliz (o perfil de la cubeta) ligeramente ondulado.
El fruto tiene predominio de forma truncada cónica.
Cavidad del pedúnculo: poco profunda con la anchura de la cubeta peduncular ancha, siendo la relación de la cubeta ocular-cubeta peduncular troncocónica. Cantidad de "russeting" en la cubeta peduncular media.
Pedúnculo con longitud mediana (16-20 mm). Con espesor del pedúnculo delgado.
Apertura de ojo, cerrado y alguno algo abierto. Tamaño de ojo mediano. Profundidad de la cubeta ocular poco profunda y la anchura de la cubeta ocular es media. Coronamiento final del cáliz (perfil cubeta) ligeramente ondulado. y la cantidad de "russeting" en la cubeta ocular ausente o muy baja a baja.
La textura de la epidermis es lisa y algunos algo rugosa con estado ceroso de la epidermis ausente o débil, y la pruina de la epidermis ausente o débil; coloración de fondo amarillo blanquecino o amarillo verdoso; siendo el color de superficie rojo oscura, con una intensidad de color oscura; tipo del color de superficie son placas continuas con
estrías. Siendo la cantidad de "russeting" en los laterales ausente o baja a muy baja.
Densidad de lenticelas es de numerosas a medianamente numerosas; siendo el tamaño de las lenticelas con predominio de grande y mediano; con aureola blanca; con el color del núcleo de la lenticela marrón y algunas blanco.
Color de la pulpa blanco o crema y apertura de lóculos (en corte transversal) cerrados y algunos algo abiertos.
Maduración se produce de la primera a segunda decena de octubre.
Variedad de sabor dulce ligeramente amargo, por tanto con un contenido medio en fenoles pero, por tener una maduración muy temprana, es poco cultivada. Se utiliza en la producción de sidra.

## Rendimientos de producción
Tiene una entrada en producción bastante precoz. Alcanza un buen nivel productivo >30 t/ha. Nivel de alternancia bastante elevado.
Rendimiento en mosto (l/100 kg):  66,1 ± 2,4. Azúcares totales (g/l): 109,9 ± 10,5. Acidez total (g/l H2SO4): 1,2 ± 0,3. pH: 4,4 ± 0,1. Fenoles totales (g/l ac. Tánico): 1,8 ± 0,5. Grupo tecnológico: Dulce amargo.

## D.O.P.Sidra de Asturias
La Denominación de Origen Protegida (D.O.P.) sidra de Asturias se ha de elaborar exclusivamente con manzanas procedentes de parcelas asturianas inscritas en el “Consejo Regulador de la Denominación de Origen”, que es el organismo oficial que según el artículo 10 del reglamento (CEE 2081/92) acreditado para certificar que una sidra cumpla los requisitos establecidos en su reglamento para ser “Sidra de Asturias”.
En la actualidad (2018) cuenta con 31 lagares, 322 cosecheros y 843 hectáreas registradas y auditadas.

## Sensibilidades
Sensibilidad a hongos: Muy baja a monilia, y a chancro; media a baja al oidio; media al moteado.